# Teotihuacan (municipi)
Teotihuacan (del nàhuatl, que vol dir Lloc on els homes esdevenen déus) és un municipi de l'estat de Mèxic, que forma part de l'àrea metropolitana de la ciutat de Mèxic. La ciutat de Teotihuacan de Arista n'és el cap de municipi i el principal centre de població.
Aquest municipi es troba a la part nord-central de l'estat de Mèxic. Limita al nord amb els municipis d'Otumba i Axapusco, al sud amb Acolman, a l'oest amb Tecamac i a l'est amb San Martín de las Pirámides.

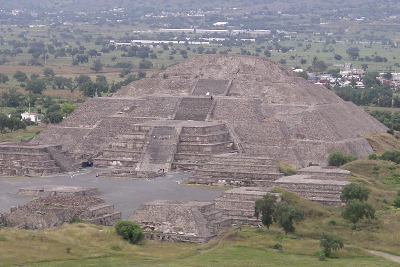
Piràmide de la Lluna